# Manjola Nallbani
Manjola Nallbani, född 3 augusti 1969 i Tirana, är en albansk operasångerska. Nallbani är känd för att vid tre tillfällen ha vunnit Festivali i Këngës: 1989, 1992 och 1993.

## Karriär
Efter att ha tagit examen år 1991 började Nallbani att arbeta vid opera- och baletteatern. Hon är en av de mest framgångsrika i musiktävlingen Festivali i Këngës efter att ha vunnit den tre gånger. År 1989 vann hon för första gången tillsammans med Frederik Ndoci och Julia Ndoci. Tre år senare, år 1992, vann hon igen, nu tillsammans med Aleksandër Gjoka och Viktor Tahiraj. Hennes tredje och senaste vinst kom år 1993, då hon själv vann med låten "Kur e humba një dashuri".
2005 ställde hon upp i Festivali i Këngës 44 med "S'mjafton një jetë", men slutade i finalen oplacerad då endast topp tre avslöjades. Två år senare ställde hon i Festivali i Këngës 46 upp med "Kjo botë merr frymë nga dashuria". Låten hade hon själv skrivit texten till, med musik av Klodian Qafoku. I finalen fick hon 27 poäng, som högst en 8:a (tredje högsta) av domaren Rudina Magjistari.
2007 deltog hon i Top Fest tillsammans med Adrian Gaxha och med låten "Sensacion dashurië". De tog sig till finalen där de fick pris för bästa framträdande.
Vid Festivali i Këngës 49 satt hon själv i juryn som utsåg vinnaren som fick representera Albanien vid Eurovision Song Contest 2011.
I november 2013 deltog Nallbani i den 15:e upplagan av Kënga Magjike med låten "Vetëm unë" som både skrivits och komponerats av Flori Mumajesi. I finalen av tävlingen slutade hon på fjärde plats med 633 poäng.
Nallbani kommer att delta i Festivali i Këngës 56 i december 2017 med bidraget "I njëjti qiell" som skrivits av Rozana Radi och Elgit Doda.